# Groupe de Rudvalis
 (février 2023).
Si vous disposez d'ouvrages ou d'articles de référence ou si vous connaissez des sites web de qualité traitant du thème abordé ici, merci de compléter l'article en donnant les références utiles à sa vérifiabilité et en les liant à la section « Notes et références ».
En mathématiques, le groupe de Rudvalis, noté Ru, est le groupe sporadique d'ordre 145 926 144 000 = 214 · 33 · 53 · 7 · 13 · 29.
Il a été nommé ainsi en l'honneur du mathématicien Arunas Rudvalis (de).
Le groupe Ru fait partie des six groupes simples sporadiques qui sont appelés les parias parce qu'ils ne sont pas des sous-quotients du groupe Monstre.
Le groupe de Rudvalis agit par permutations sur un ensemble à 4060 éléments.
Le revêtement (en) double de Ru agit sur un réseau de dimension 28 sur les entiers de Gauss. En réduisant cette action modulo l'idéal principal engendré par (1 + i), on obtient une représentation du groupe de Rudvalis de degré 28 sur le corps à deux éléments.